# Ignisphaera
Ignisphaera es un género de arqueas de la familia Ignisphaeraceae. Son hipertermófilas encontradas en aguas termales de la Isla Norte de Nueva Zelanda.
Ignisphaera aggregans son cocos a veces irregulares, anaerobios, heterórofos, que en ocasiones forman grandes agregados, moderadamente acidófilos, con un rango de temperatura de 85 a 98 °C y utiliza al almidón, peptona, lactosa, glucosa, manosa, galactosa, maltosa, glucógeno y beta-ciclodextrina como fuentes de carbono.